# Butz’aj Sak Chiik

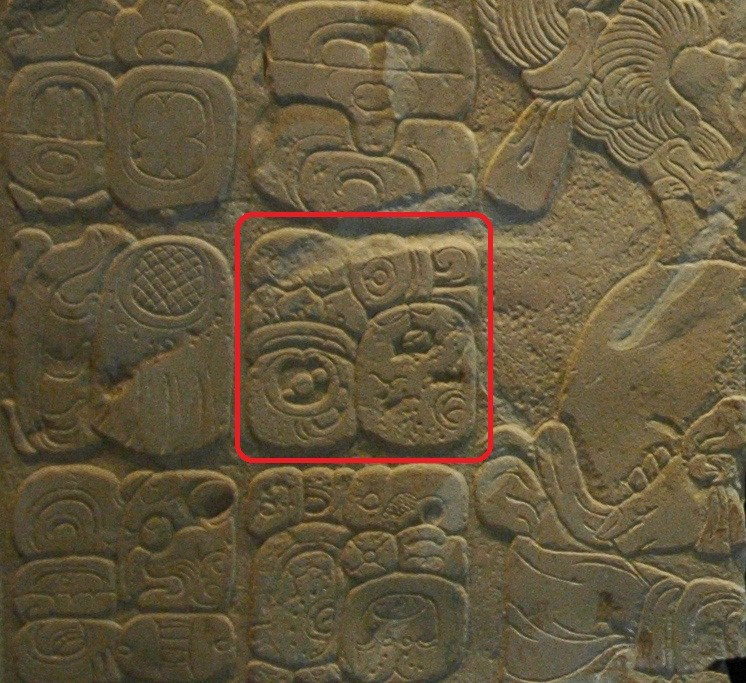
Nennung des Namens von Butz’aj Sak Chiik auf einer Tafel aus Tempel XVII in Palenque

Umzeichnung der Namensnennung

Butz’aj Sak Chiik (* 14. November 459; † wahrscheinlich 501) war ein Herrscher (Ajaw) der Maya-Stadt Palenque. Er regierte vom 28. Juli 487 bis zu seinem Tod.

## Herkunft und Familie
Butz’aj Sak Chiik wurde am 14. November 459 (Lange Zählung 9.1.4.5.0, Kalenderrunde 12 Ahaw 13 Sak) geboren. Über sein familiäres Verhältnis zu seinem Amtsvorgänger Casper II. ist nichts bekannt. Sein Nachfolger Ahkal Mo’ Nahb I. könnte sein Bruder gewesen sein.

## Regierungszeit
Er bestieg den Thron am 28. Juli 487 (9.2.12.6.18, 3 Etz’nab 11 Xul). Eine Tafel aus Tempel XVII in Palenque, die im 7. Jahrhundert angefertigt wurde, nennt für seine Regierungszeit die Gründung von Lakamha (der Maya-Name Palenques). Die Inschrift dürfte so zu verstehen sein, dass Butz’aj Sak Chiik den Herrschaftssitz von Toktahn, einem bislang nicht identifizierten Ort, mit dem seine Amtsvorgänger in Verbindung standen, nach Palenque verlegte. Die Tafel erwähnt im gleichen Zusammenhang auch Ahkal Mo’ Nahb I., was darauf hinweist, dass dieser bereits während der Herrschaft seines vermutlichen Bruders erhebliche Macht besaß, eventuell sogar mit ihm gemeinsam regierte. Nach dem Tod von Butz’aj Sak Chiik übernahm er 501 die alleinige Herrschaft.